# Exilados (peça teatral)
Exiles é a única peça existente de James Joyce e baseia-se na história de " The Dead ", o último conto da coleção de contos Dubliners de Joyce. A peça foi rejeitada por WB Yeats para produção do Abbey Theatre. Sua primeira grande apresentação em Londres foi em 1970, quando Harold Pinter a dirigiu no Mermaid Theatre.
Em termos de recepção crítica e popular, Exilados provou ser o menos bem-sucedido de todos os trabalhos publicados de Joyce. Ao defender a peça, Padraic Colum admitiu: “... os críticos registraram seu sentimento de que [ Exilados ] não tem o encanto do Retrato do Artista nem a riqueza de [ Ulisses ]. . . Eles notaram que Exilados tem a forma de uma peça de Ibsen e a descartaram como sendo o trabalho derivado de um jovem admirador do grande dramaturgo escandinavo."

## Apresentações
Exiles foi forçado a publicar antes da produção, apesar dos melhores esforços de Joyce e Ezra Pound, a quem Joyce mostrou a transcrição no outono de 1915. Quando Joyce não conseguiu encontrar um teatro no Reino Unido ou nos EUA para apresentá-la, a peça teve sua estreia mundial no Munich Kammerspiele, em Munique. Foi dirigido por Erwin von Busse e recebeu críticas amplamente desfavoráveis.
A encenação de Exilados, de Harold Pinter, em 1970, recebeu maiores elogios, com muitos críticos afirmando que a peça havia sido “revivida”. Uma produção de 2006 dirigida por James Macdonald no National Theatre também teve uma recepção positiva. Alguns críticos afirmaram que Exilados pode ter sido mal avaliado em sua época devido às ideias progressistas de Joyce sobre amor e relacionamentos.